# Joel Embiid

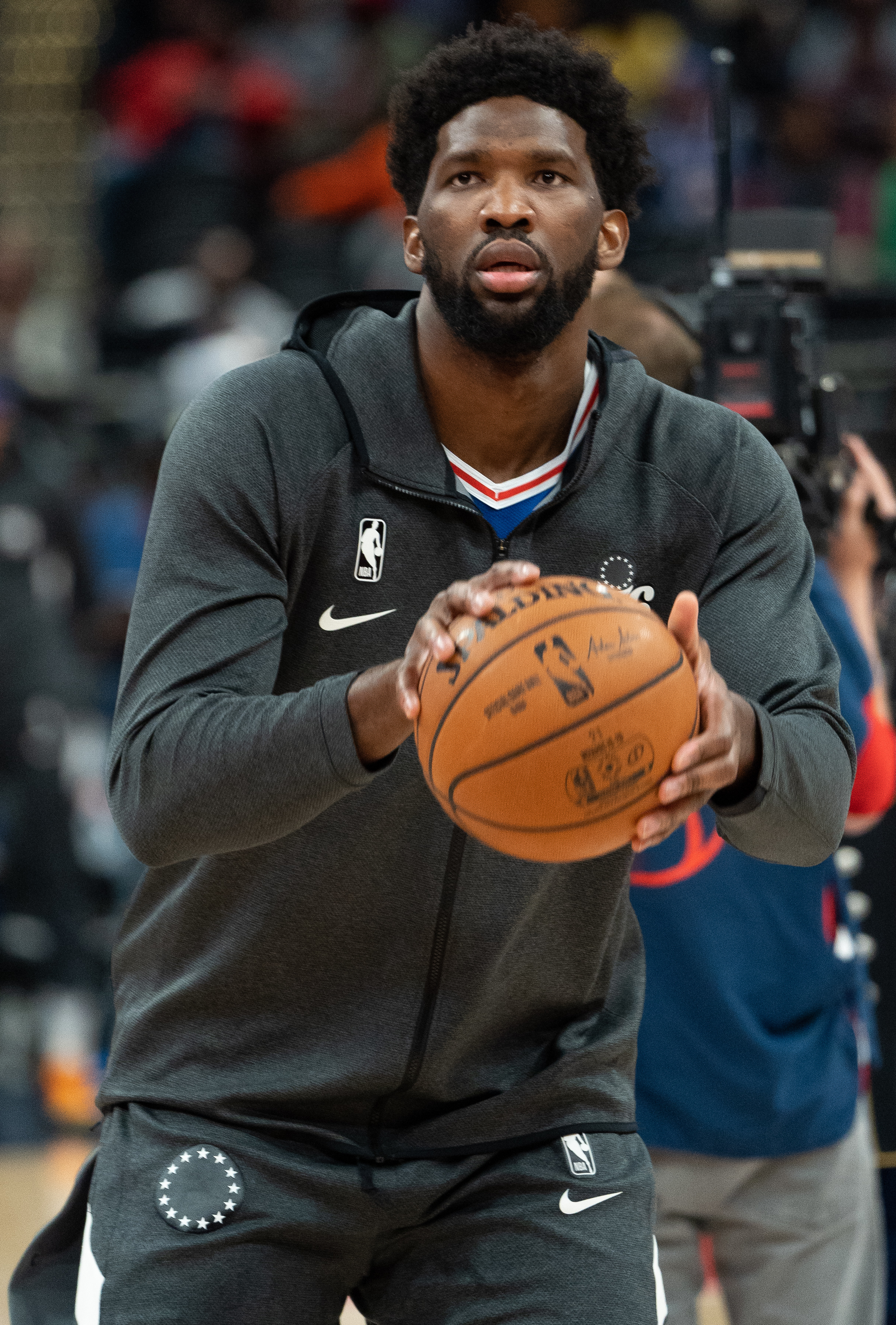
Joel Embiid, 2019.

Joel Hans Embiid, född 16 mars 1994 i Yaoundé i Kamerun, är en amerikansk-kamerunsk-fransk professionell basketspelare (C/PF). Han utsågs till NBA:s Most Valuable Player (MVP) säsongen 2022/2023.

## Basketkarriär
Joel Embiid studerade på University of Kansas och spelade för dess idrottsförening Kansas Jayhawks.
Han draftades av Philadelphia 76ers i första rundan i 2014 års draft som tredje spelare totalt. Han har spelat för Philadelphia 76ers i National Basketball Association (NBA) sedan dess.